# عبيد الله بن السري
عبيد الله بن السري بن الحكم والي مصر في العهد العباسي. كان قد استقل بالفسطاط بالوجه القبلي وجزء من الوجه البحري، وقام بمحاربة خالد بن يزيد الشيباني الذي ولاه المأمون على مصر عام 206 هـ\821 م. أُسر خالد بن يزيد في المعركة بينه وبين عبيد الله بن السري، ولكن عبيد الله أكرمه وخيره بين المقام في مصر أو الرحيل حيث شاء، فاختار الذهاب إلى مكة عن طريق القلزم (السويس الحالية).